# Guus Slim
Guus Slim is een stripreeks over een privédetective die begonnen is in 1958, met Maurice Tillieux als scenarist en tekenaar. Later, vanaf het dertiende album heeft Roland Goossens het tekenwerk overgenomen.

## Albums
In de reeks Guus Slim zijn tussen 1958 en 1979 zestien delen verschenen. Alle verhalen in deze reeks zijn geschreven door Maurice Tillieux. Deze neemt tot en met deel 12 (De springbeesten + Oorlog in hemdje + De achtervolging) ook de tekeningen voor zijn rekening. Vanaf deel 13 (18-karaats werk) verzorgt Roland Goossens (Gos), bekend van o.a. de reeks Steven Sterk, de tekeningen. Alle albums zijn uitgegeven door Dupuis.
1. Vlinder neemt de vlucht (1958)
2. Popaïne en oude kunst (1959)
3. De verdronken wagen (1960)
4. Vrachtboten in de avond (1961)
5. De hel van Texiguay (1962)
6. Bomaanslag in de bergen (1963)
7. De rode paters (1964)
8. De drie vlekken (1965)
9. Drie vingers (1966)
10. De scooterchinees (1967)
11. Warm en koud + De windmaker (1969)
12. De springbeesten + Oorlog in hemdje + De achtervolging (1971)
13. 18-karaats werk (1971)
14. Guus Slim en de spoken (1972)
15. Een luizige langspeler (1973)
16. Tussen wal en schip (1979)

### Korte en lange verhalen
In de reeks Guus Slim zijn van de hand van Tillieux achttien lange, en tien korte verhalen verschenen.

#### Volledige verhalen
- Vlinder neemt de vlucht
- Popaïne en oude kunst
- De verdronken wagen
- Vrachtboten in de avond
- De hel van Texiguay
- Bomaanslag in de bergen
- De rode paters
- De drie vlekken
- Drie vingers
- Oorlog in hemdje
- De scooterchinees
- Warm en koud
- De windmaker
- De springbeesten
- 18-karaats werk
- Guus Slim en de spoken
- Een luizige langspeler
- Tussen wal en schip

#### Korte verhalen
- De achtervolging
- Lees Robbedoes
- Inspecteur Spek op vakantie
- De fles
- In het spookhuis
- De beeldjes
- Lichtpunt
- De man met de witte trui
- De Albertsteeg
- Vaarwel generaal (geïllustreerd verhaal)

Deze (korte en lange) verhalen zijn niet altijd in chronologische volgorde verschenen. Zo is Oorlog in hemdje (verhaal 10) pas in deel 12 (De springbeesten + Oorlog in hemdje + De achtervolging, 1971) verschenen.

## Albums buiten de oorspronkelijke reeks
Tussen 1985 en 1987 zijn alle Guus Slim verhalen, zowel de volledige als de korte verhalen, uitgebracht in een reeks:
1. De eerste avonturen (1985)
2. Speurder op pad (1985)
3. Exotische verhalen (1986)
4. Tien avonturen (1986)
5. Een duo voor een held (1987)
6. Drie detectives (1987)

Deze reeks bevat naast de nog niet eerder verschenen korte verhalen van Guus Slim, tevens voorlopers van Guus Slim, zoals Paul Panter, Felix en Bob Slide. Deze verhalen zijn deels wel (bijvoorbeeld in de Reeks Jeugdzonden, te weten 'Paul Panter en het Dodenmeer' en 'Het geval van de juwelen) en deels niet (Felix en het geheim van de Potomac, en de vier Bob Slide verhalen) eerder uitgegeven.
In 1990 is het album 'De terugkeer van Guus Slim' verschenen. Dit album bevat negen Guus Slim verhalen. De verhalen zijn geschreven door: Michel de Bom, François Corteggiani, Stephen Desberg, François Dimberton, Libbens, Philippe Liégeois en François Walthéry. 
De tekeningen bij deze verhalen zijn verzorgd door: François Dimberton, Tony de Luca, Eric Maltaite, Jacques Sandron, Pierre Seron, Pierre Tranchand, Philippe Liégeois en François Walthéry.
1. De terugkeer van Guus Slim

Vanaf 2015 is de Nederlandstalige 'De complete Guus Slim' uitgegeven in 6 delen door uitgever Arboris in de reeks 'Klassiekers Gebundeld':
1. Deel 1: Privédetective, aangenaam (juni 2015); Naast een uitgebreid en op de Nederlandstalige uitgaven toegesneden dossier met zeer veel illustraties over de auteur, de eerste drie verhalen van Guus Slim: 'Vlinder neemt de vlucht' en 'Popaïne en oude kunst', die samen in feite één lang verhaal vormen, en de absolute stripklassieker 'De verdronken wagen'.
2. Deel 2: Detective op dreef (december 2015); vervolg dossier, en verder weer 3 verhalen: 'Vrachtboten in de avond', 'Bomaanslag in de bergen' en 'De hel van Texiguay'.
3. Deel 3: Detective in drievoud (oktober 2016); vervolg dossier, en verder weer 2 lange verhalen: 'De rode paters' en 'De drie vlekken', plus 2 kortere verhalen 'De ontsnapping' en 'Spek op vakantie'.
4. Deel 4: Studie in blikschade (maart 2018); vervolg dossier en verder weer 2 lange verhalen 'Drie vingers' en 'De scooterchinees', plus 2 kortere verhalen 'Oorlog in hemdje' en 'Warm en koud'.
5. Deel 5: De wind in de rug (januari 2019); vervolg dossier incl. tekenwerk van Gos en verder 2 lange verhalen 'De windmaker' en '18-karaatswerk' en maar liefst negen kortere verhalen.
6. Deel 6: Speuren naar spoken (december 2019); laatste deel; vervolg dossier over de auteur met zeer veel illustraties en verder de lange verhalen 'De spoken', 'Een luizige langspeler' en 'Tussen wal en schip', plus een vijftal korte verhalen en tekstverhalen. Het tekenwerk in dit deel is meestal van Gos, maar enkele korte verhalen zijn geschreven en ook getekend door Tillieux.